# Lukas Jørgensen
Lukas Jørgensen, född 31 mars 1999, är en dansk handbollsspelare som spelar för SG Flensburg-Handewitt och det danska landslaget.

## Meriter
Med klubblag
- Danska Mästerskapet:
  -  2022 och 2023 med GOG Håndbold
- Danska Cupen:
  -  2022 med GOG Håndbold

Med landslag
- VM 2023
- EM 2024
- U19-VM 2017

Individuella utmärkelser
- MVP Danska Cupen 2022
- All-Star Team som bästa mittsexa i Danska ligan 2022/23